# Anthus bogotensis
Anthus bogotensis là một loài chim trong họ Motacillidae.